# Poloneză (muzică)

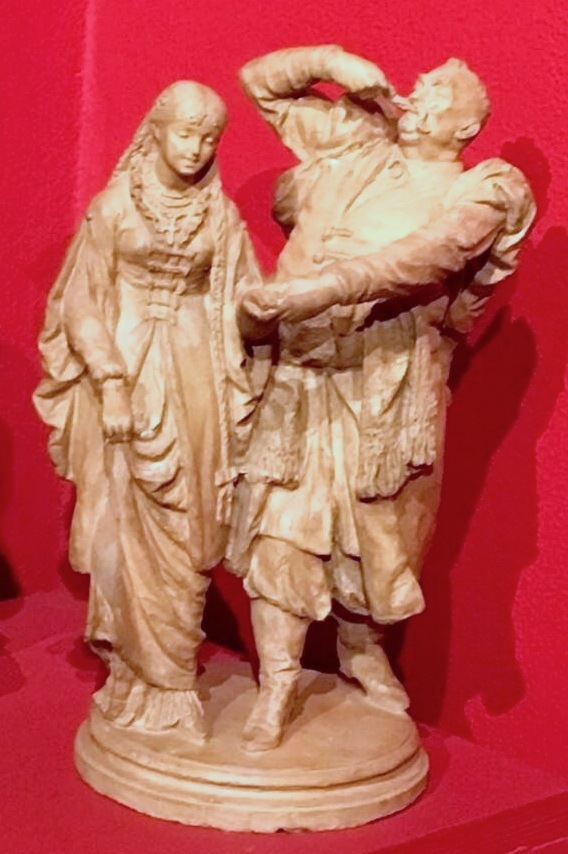
Poloneză (muzică) (1888)

Poloneza (poloneză: polonez), uneori polonaise (franceză) este un dans de origine poloneză, în măsură de 3/4.
Poloneza are un ritm asemănător cu cel al semiquaver-ului suedez si cu cel de polska, cele două dansuri având origine comună.
Poloneza este un dans extins si prezent la petreceri si carnavale, fiind întotdeauna primul dans în studniówka („cele o sută de zile”), echivalentul polonez al banchetului de clasa a XII-a, care are loc cu aproximativ 100 de zile înaintea examenelor.

## Influența polonezei asupra muzicii
Notația de alla polacca (italiană: polacca = poloneză) pe o partitură muzicală presupune că piesa respectivă ar trebui cântată cu ritmică și caracter de poloneză (ex: Rondo din Concertul triplu op. 56 de Ludwig van Beethoven sau Finale din Variațiunile pe "Là ci darem la mano" de Frederic Chopin).
Polonezele lui Frederic Chopin sunt cele mai cunoscute dintre piesele de acest tip din muzica clasică. Alți compozitori clasici care au scris poloneze sau alte piese cu ritm de poloneză sunt Johann Sebastian Bach, Georg Philipp Telemann, Wilhelm Friedemann Bach, Carl Philipp Emanuel Bach, Wolfgang Amadeus Mozart, Michał Kleofas Ogiński, Maria Agata Szymanowska, Franz Schubert, Vincenzo Bellini, Carl Maria von Weber, Robert Schumann, Franz Liszt, Moritz Moszkowski, Friedrich Baumfelder, Mauro Giuliani, Modest Mussorgsky, Pyotr Ilyich Tchaikovsky, Alexander Scriabin și americanul Edward Alexander MacDowell.
John Philip Sousa a scris Presidential Polonaise în anul 1886, la cerința președintelui american Chester A. Arthur, care însă a murit înainte de premieră.

## Dans național
Poloneza este un dans de origine poloneză, fiind una dintre cele cinci dansuri istorice ale Poloniei. Celelalte sunt mazurka, kujawiak, krakowiak și oberek, ultimele trei fiind piese vechi populare. Poloneza a fost la început un dans țărănesc, cunoscut sub mai multe nume, cum ar fi chodzony, chmielowy sau pieszy, cu prima datare de la începutul sec. al XV-lea. În următoarele secole a devenit treptat populară în rândul orășenilor și al nobilimii.